# L'Œuf astral
L'Œuf astral est la vingt-cinquième histoire de la série Le Scrameustache de Gos et Walt. Elle est publiée pour la première fois du no 2751 au no 2761 du journal Spirou, puis en album en 1991.

## Univers

### Synopsis
La Princesse Galaxienne amène un équipage à secourir un bien étrange œuf.